# ریموند فللی
ریموند فللی (انگلیسی: Raymond Fellay; ۱۶ january ۱۹۳۲ – مه ۱۹۹۴ (۶۲ ساله)) ورزشکار اسکی آلپاین اهل سوئیس بود.
وی در مسابقات کشوری و بین‌المللی در مجموع برندهٔ ۱ مدال نقره شده‌است.